# 청조체
청조체(淸朝體)는 해서체의 한 종류로, 청나라 시대에 붓으로 쓴 것과 비슷한 한자 활자 글자체를 지칭한다.